# Hupmobile

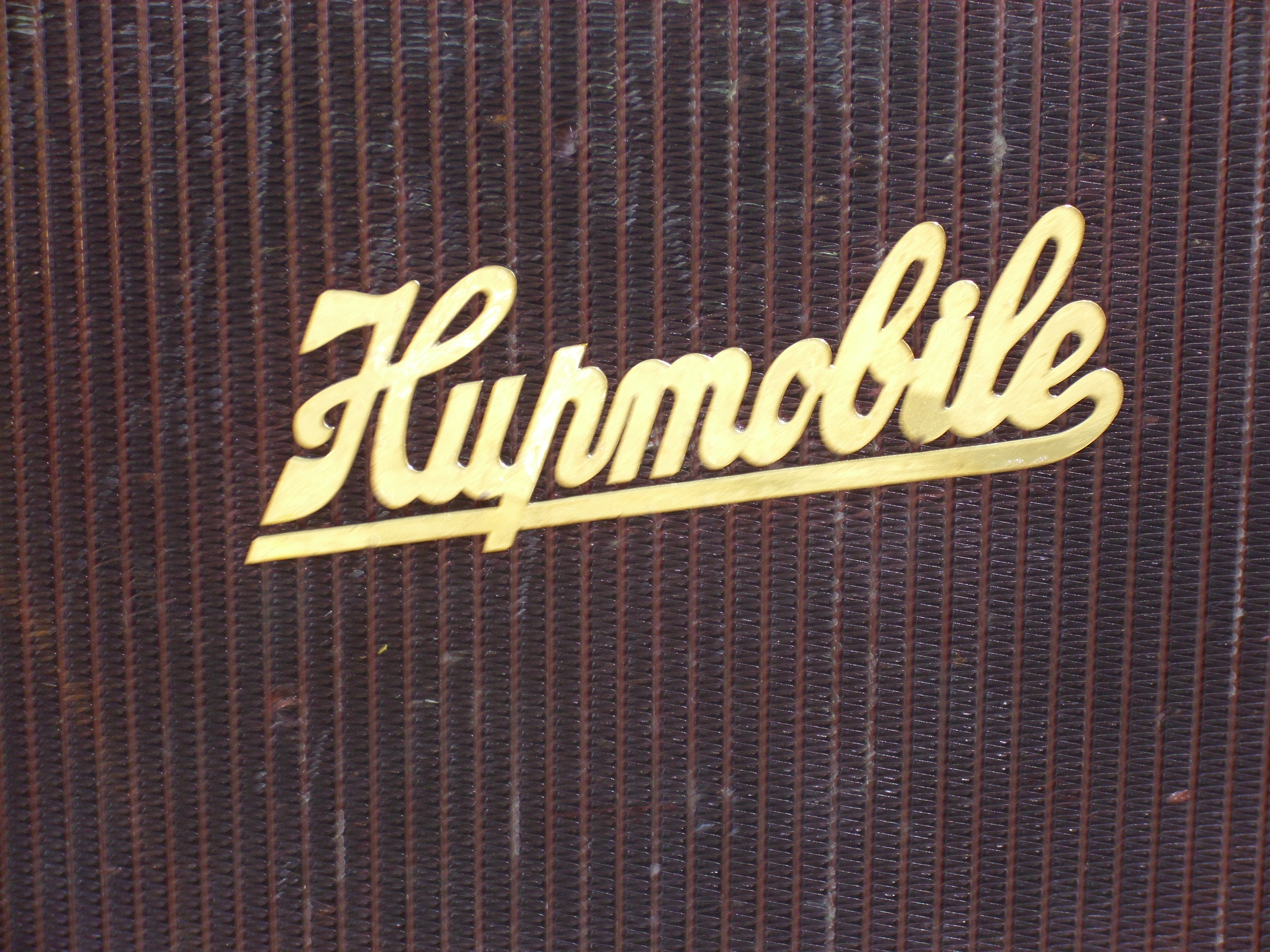
Emblem

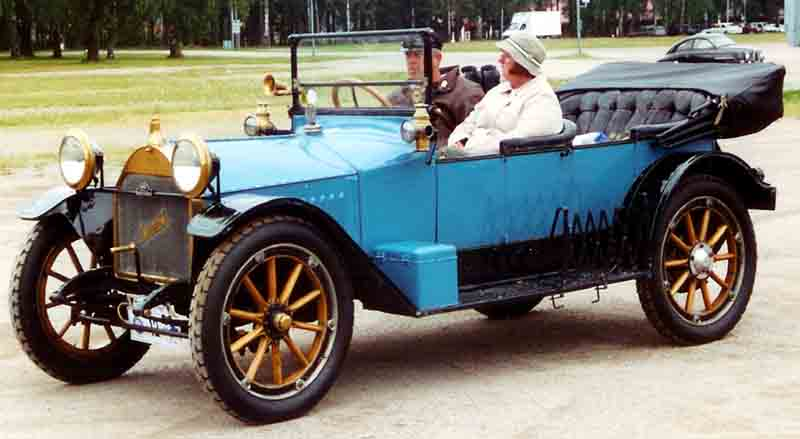
Hupmobile Modell 32 Tourenwagen (1913)

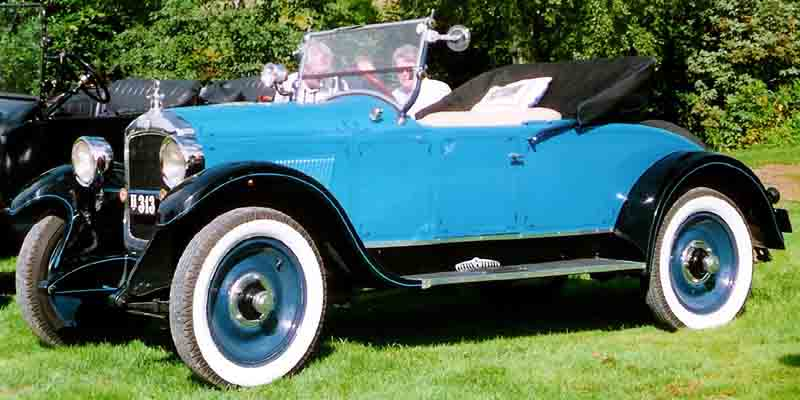
Hupmobile RRS Special Roadster (1924)

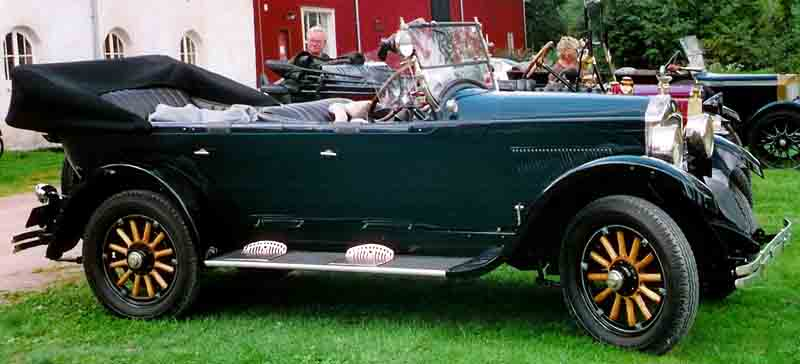
Hupmobile Tourenwagen (1924)

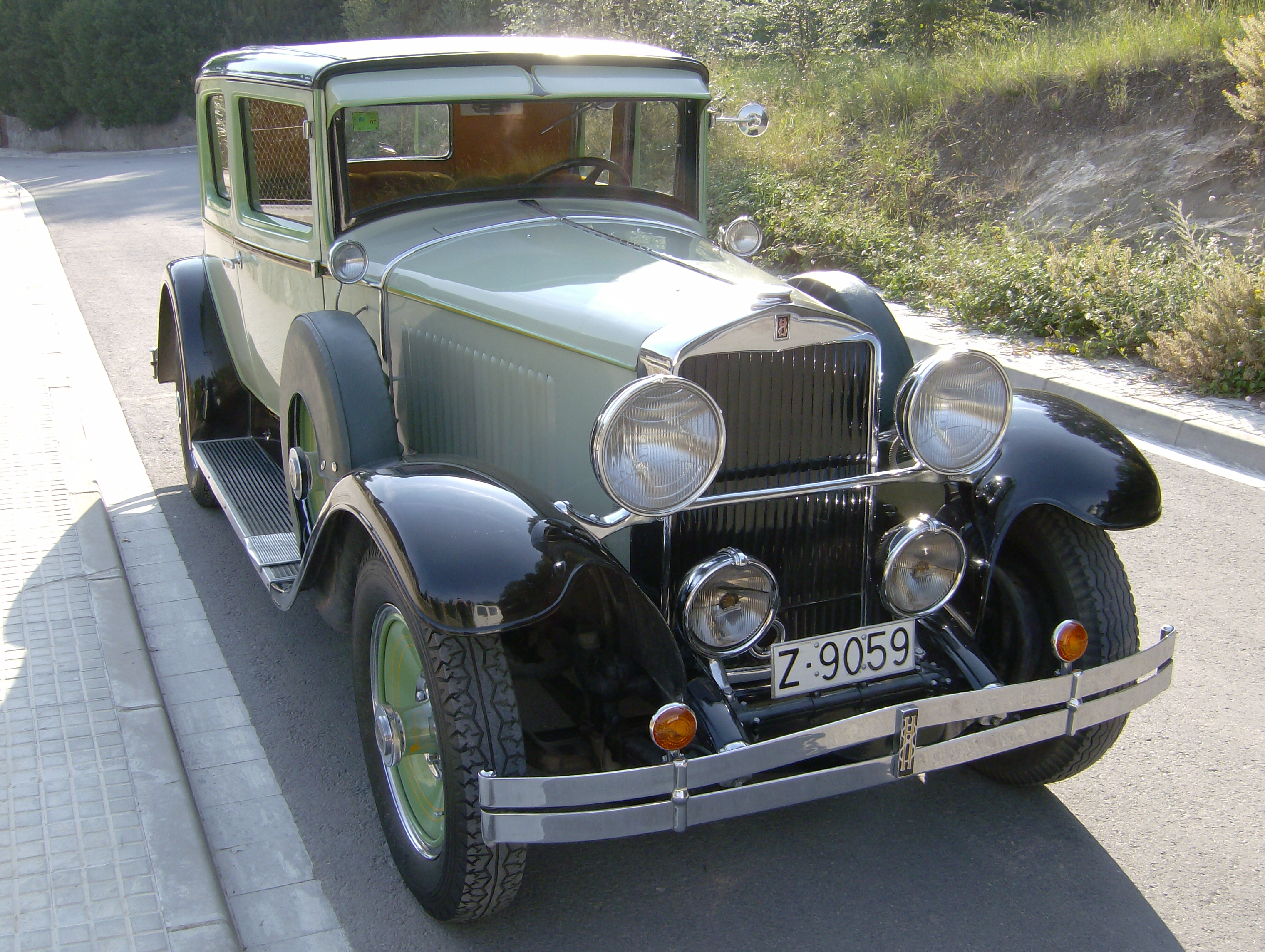
Hupmobile Serie M De Luxe Century Opera Coupé (1929)

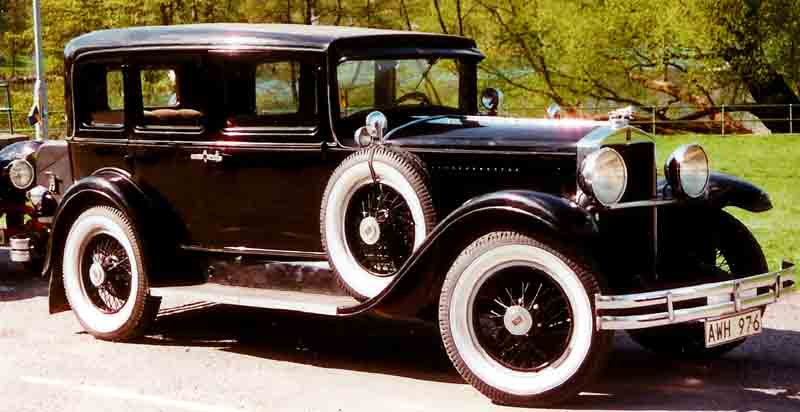
Hupmobile Serie M De Luxe Century Limousine 4 Türen (1929)

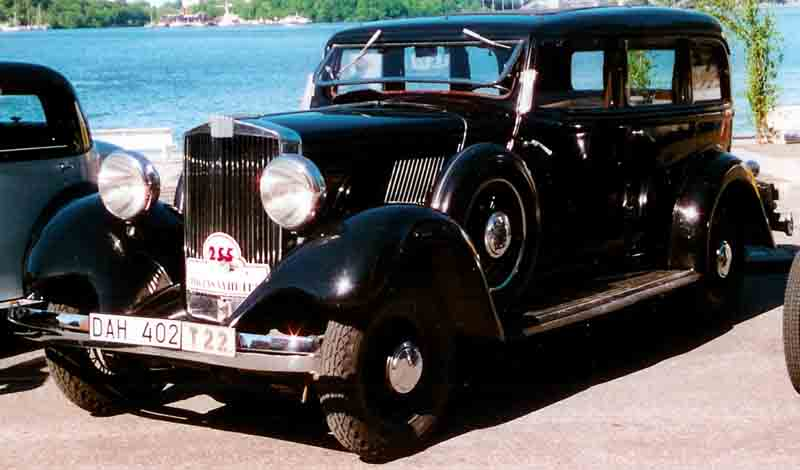
Hupmobile Limousine 4 Türen (1932)

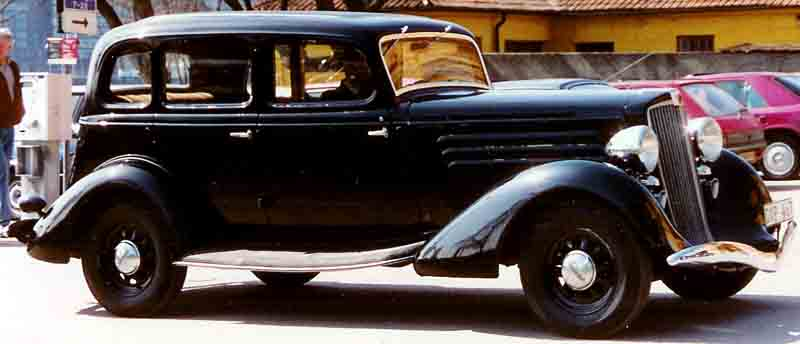
Hupmobile Serie 417-W Limousine 4 Türen (1934)

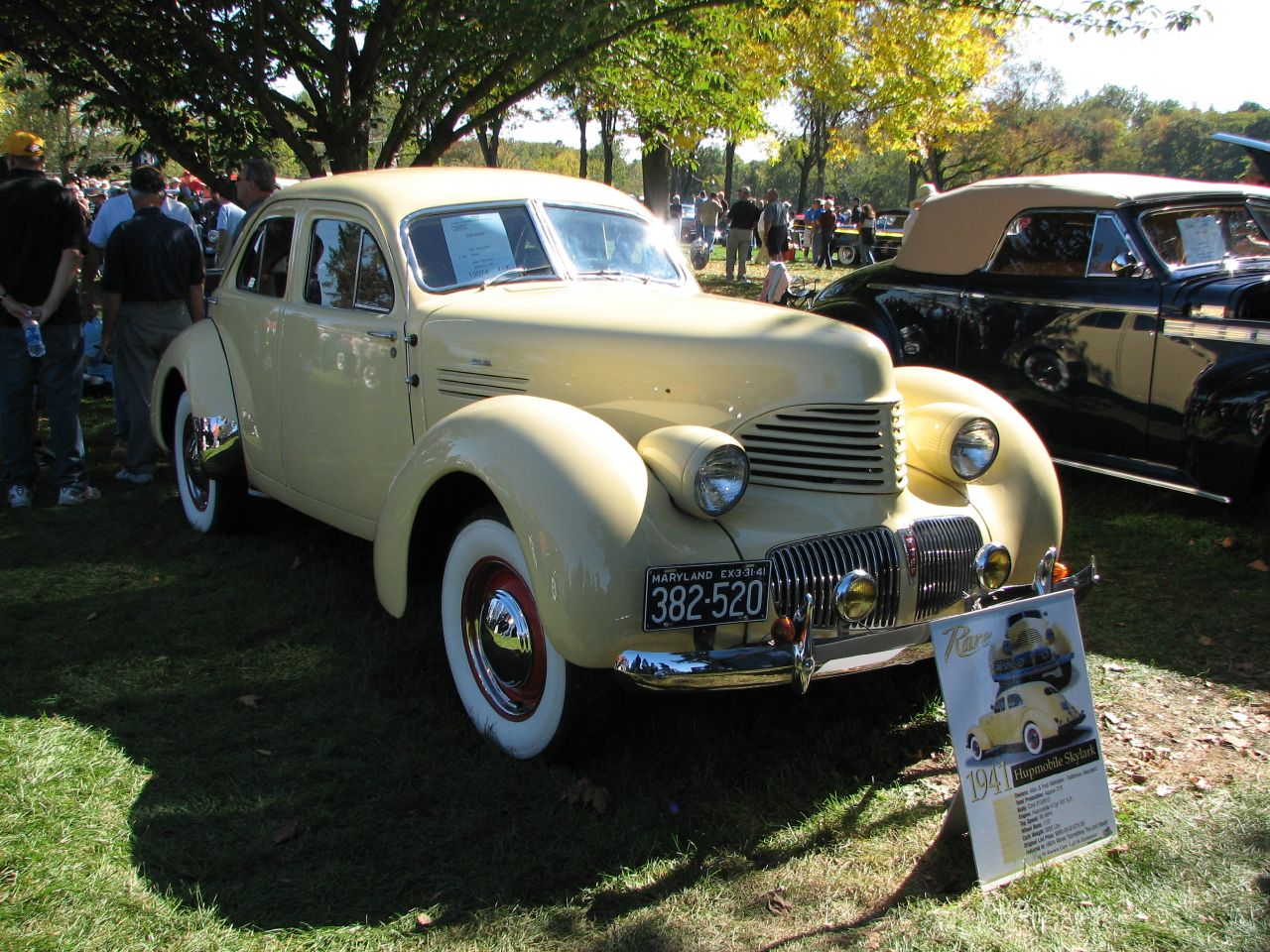
Hupmobile Skylark Sedan (1941)

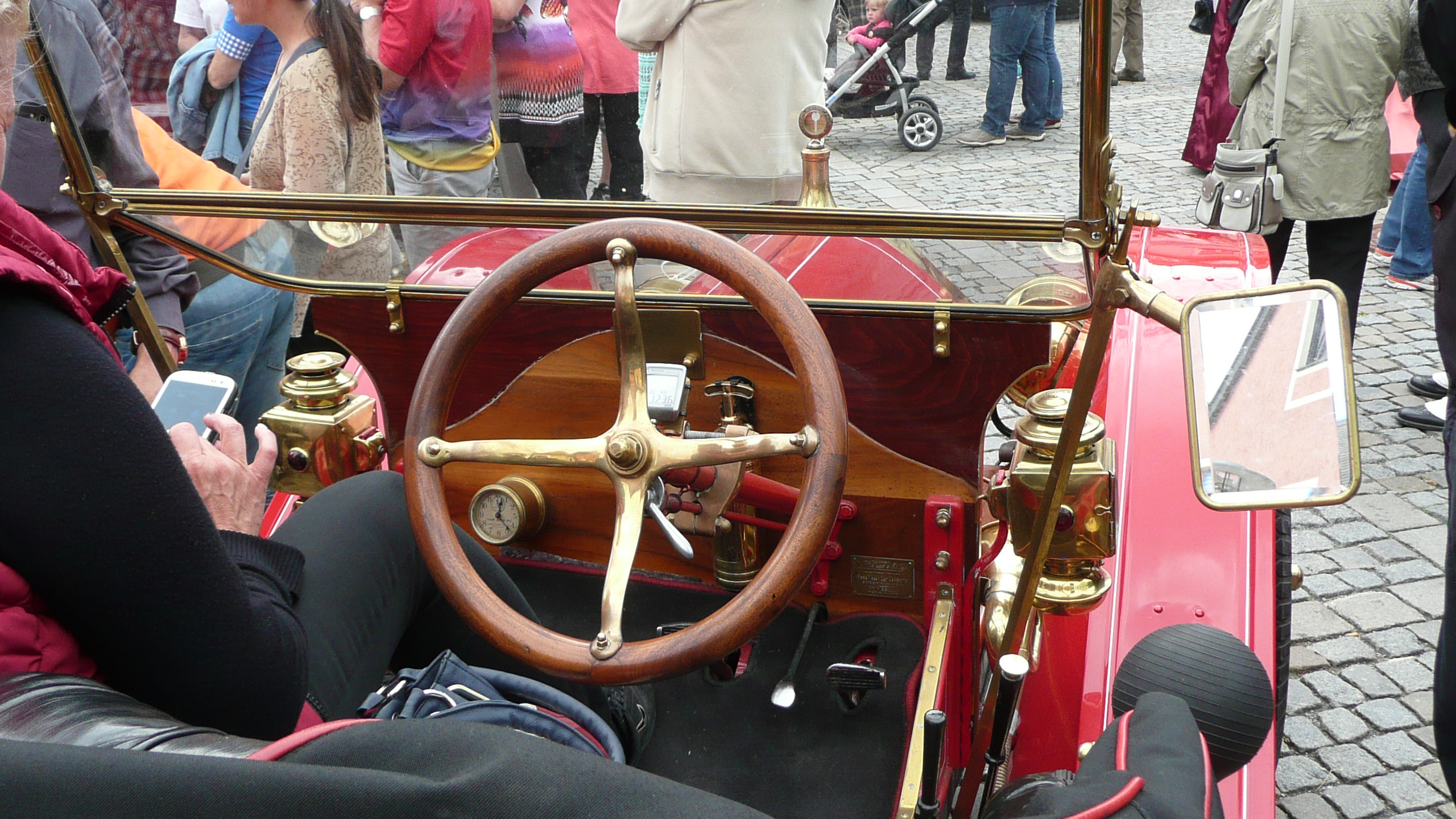
Hupmobile Innenansicht

Hupmobile war eine US-amerikanische Automarke, die 1909 bis 1941 von der Hupp Motor Car Company in Detroit (Michigan) gebaut wurde. Der erste Wagen, das Modell 20, wurde auf der Detroit Auto Show im Februar 1909 der Öffentlichkeit vorgestellt. Von diesem Fahrzeug entstanden bereits im ersten Jahr 500 Stück.

## Geschichte
Robert Craig Hupp (1877–1931), der früher bei Oldsmobile und Ford beschäftigt war, gründete die Firma zusammen mit seinem Bruder Louis Gorham Hupp (1872–1961) im Jahre 1908. Die Fertigung des ersten Modells begann 1909. 1910 wurden schon 5.000 Autos mehr hergestellt. Wegen eines Streits mit seinen Financiers verkaufte Robert Hupp seine Firmenanteile und gründete die kurzlebige R.C.H. Corporation, die später in Hupp-Yeats Electric Car Company umbenannt wurde. Louis G. Hupp gründete 1913 in Detroit die Tribune Motor Company. Es entstand ein Prototyp mit Vierliter-Buda-Vierzylindermotor, die Realisierung einer Serienfertigung scheiterte jedoch an der Finanzierung.
Die Hupp Motor Car Company wuchs auch nach dem Weggang ihrer Gründer weiter.

### H & M Body Corporation
1919 bezog Hupmobile über 1000 Karosserien im Monat von C.R. Wilson Body Company. Als ein Streik bei diesem Lieferanten auch Hupmobiles Produktion stilllegte, gründeten die Hupp Motor Car Company und die Mitchell Motors Company in Racine (Wisconsin), dem Sitz von Mitchell, ein eigenes Karosseriewerk, die H & M Body Corporation. 1922 wurden bereits 20.000 Karosserien benötigt, was die Kapazität bei H & M überstieg. Hupmobile brauchte zusätzliche Lieferanten. Als Mitchell 1924 Konkurs ging, versuchte Hupmobile, dieses Werk zu kaufen und eine zweite Produktionsstätte aufzuziehen. Dies misslang und Hupmobile verkaufte der Nachfolgerin von Wilson, der Murray Body Corporation, das Werk zu einem Vorzugspreis gegen die Garantie einer ausreichenden Lieferung für die nächsten fünf Jahre.
1924 wurde eine neue Fabrik gekauft, da Hupp ein starker Konkurrent von Ford und Chevrolet war, und 1928 verkaufte die Firma 65.000 Autos. Um seine Produktion zu vergrößern und den weiteren Anstieg der Verkaufszahlen schaffen zu können, kaufte Hupp die Chandler Motor Car Company wegen deren Fertigungsstätten. Die Werbung übernahm Aspekte der Automobilprosa, wie sie die Jordan Motor Car Company benutzte. Im Jahre 1930 ließ eine Hupmobile-Werbung verlauten: „Ein Hupmobile wird für seinen Besitzer etwas mehr als nur ein Auto. Er öffnet die Motorhaube wie es ein Kriegsveteran tun würde und zeigt Hupps mechanischen Finessen. Er weiß Bescheid! Er fuhr Hupmobile seit es die heute alten, aber immer noch bewunderten ersten Hupmobile mit der hohen Stahltülle auf dem Kühler gab. Es gibt etwas an Hupps Treue, das einen Mann anrührt. Ein Gefühl, das man nicht benennen kann. Aber es ist das gleiche Gefühl, das ein Matrose für sein Schiff hat, ein Ingenieur für seine Maschine oder eine Frau für ihr Zuhause. Er braucht dafür ein Adjektiv genauso wenig wie ein Cowboy eine Puderdose. Er ist hart im Nehmen. Versprechen eines Automobils. Er ist ein alter Hupmobile-Besitzer. Er hat Autos kommen und gehen sehen. Aber er spricht nicht. Er handelt! Präsentiert dir einen Fakt nach dem anderen, nicht durch Worte, sondern durch Taten, als Geschossgeschwindigkeit und Leistung der ‚Big Bertha‘.“
Verkaufs- und Produktionszahlen begannen noch vor dem Einsetzen der Weltwirtschaftskrise 1930 zu fallen. Die Strategie, den Hupmobile zu einem größeren und teureren Auto zu machen, begann mit 1925 mit der Einführung eines Achtzylindermodells und der Aufgabe der traditionellen Vierzylinder in der Folge. Weil sie sich um ein vermeintlich lukrativeres Marktsegment bemühten, vernachlässigte Hupp seine Stammkundschaft. Dennoch führte Hupp im steten Bemühen, konkurrenzfähig zu bleiben, etliche Neuerungen ein. Hupp war einer der ersten Automobilhersteller, der seine Autos mit Freilauf ausstattete, eine Einrichtung, die Anfang der 1930er-Jahre enorm, wenn auch nur kurzzeitig, populär war. Die Firma machte den gleichen Fehler, den auch viele andere Hersteller von Mittelklassewagen damals machten. Vor allen Dingen, weil sie jede Marktnische füllen wollten, um die Verkaufschancen zu steigern, boten sie zu viele verschiedene Modelle an. Bei den relativ geringen Produktionszahlen des Hupmobile bedeutete dies, dass keines der Modelle in ausreichender Zahl gefertigt wurde, um die Produktionskosten so niedrig zu halten, dass sich ein ausreichender Profit ergab. Hupp trennte sich von seiner konservativen Produktlinie und wandte sich an den Industriedesigner Raymond Loewy, der den Hupp Cyclefender von 1932 entwarf, einen eleganten Roadster, der seine Erfolge in Rennen verbuchen, aber den Abwärtstrend in den Verkaufszahlen nicht umkehren konnte. 1934 wurde der elegante, von Loewy entworfene „Aerodynamic“-Stil eingeführt, ebenso wie die billigere Serie 417-W, die leicht veränderte, von Murray gefertigte Ford-Karosserien hatte.
Trotz dieser Innovationen musste die Firma 1935 den Streitigkeiten zwischen den Gesellschaftern und dem Versuch einer feindlichen Übernahme ihren Tribut zollen. 1936 musste die Gesellschaft einen Teil ihrer Werke und Grundstücke verkaufen und 1937 wurde die Fertigung des Hupmobile vorübergehend eingestellt. Eine neue Linie von Sechs- und Achtzylinderwagen brachte man 1938 heraus, aber Hupp hatte zu viele Händler verloren und die Verkaufszahlen waren enttäuschend niedrig.
Um ihre alte Marktpräsenz in jedem Falle zurückzugewinnen, kaufte Hupp 1938 die Pläne des von Gordon Buehrig konstruierten Cord 810/812 von der ehemaligen Cord Automobile Company. Hupp hoffte, dass sie sich finanziell sanieren könnten, indem sie das elegante Cord-Design bei einem billigeren, konventionellen Auto namens Skylark zeigten. Es gab Tausende Bestellungen begeisterter Kunden, aber Verzögerungen in der Produktion verärgerten die Käufer.
Da Hupp nicht mehr die erforderlichen Produktionskapazitäten hatte, einigte man sich mit der kränkelnden Graham-Paige Motor Company über die gemeinsame Nutzung der Cord-Pläne, wobei beide Modelle in der Graham-Fabrik entstehen sollten. Die Graham-Ausgabe mit dem Namen Hollywood unterschied sich von Skylark nur in wenigen Details.

## Die letzte Fertigung
1939 wurden endlich die ersten Hupmobile Skylark (als Modell 1940) ausgeliefert. Die Wartezeit war für die meisten Kunden zu lang und sie stornierten ihre Bestellungen. Die Wagen wurden nur wenige Monate lang gebaut und es entstanden nur 319 Exemplare. Hupp stellte die Fertigung Ende des Sommers 1939 ein. Die letzten Exemplare wurden bis 1941 verkauft. Auch Graham-Paige schloss seine Produktion, kurz nachdem der letzte Hupmobile die Fertigungslinie verlassen hatte. Der Kühlergrill des Skylark inspirierte später die Kühlergrills der Lincoln Continental der 1940er-Jahre.
Der letzte Hupmobile-Händler der USA ist in Omaha (Nebraska).

## Modelle
| Modell           | Bauzeitraum | Zylinder | Leistung                   | Radstand       |
| ---------------- | ----------- | -------- | -------------------------- | -------------- |
| 20 / 20-C / 20-E | 1909–1913   | 4 Reihe  | 16,9–20 bhp (12,4–14,7 kW) | 2.184–2.794 mm |
| 32               | 1912–1915   | 4 Reihe  | 32 bhp (23,5 kW)           | 2.692–3.200 mm |
| K                | 1915        | 4 Reihe  | 36 bhp (26,5 kW)           | 3.023 mm       |
| N                | 1916–1917   | 4 Reihe  | 22,5 bhp (16,5 kW)         | 3.023–3.404 mm |
| R                | 1918–1925   | 4 Reihe  | 16,9–39 bhp (12,4–28,7 kW) | 2.845–2.921 mm |
| E                | 1925–1928   | 8 Reihe  | 60–80 bhp (44–59 kW)       | 3.004–3.175 mm |
| A                | 1926–1929   | 6 Reihe  | 50–57 bhp (37–42 kW)       | 2.896 mm       |
| M                | 1928–1929   | 8 Reihe  | 80 bhp (59 kW)             | 3.048 mm       |
| S                | 1930–1932   | 6 Reihe  | 70 bhp (51 kW)             | 2.896 mm       |
| C                | 1930–1932   | 8 Reihe  | 100 bhp (74 kW)            | 3.073 mm       |
| H                | 1930–1932   | 8 Reihe  | 133 bhp (98 kW)            | 3.175 mm       |
| U / V            | 1930–1932   | 8 Reihe  | 133 bhp (98 kW)            | 3.480 mm       |
| B                | 1932        | 6 Reihe  | 75 bhp (55 kW)             | 2.946 mm       |
| L                | 1932        | 8 Reihe  | 90 bhp (66 kW)             | 2.997 mm       |
| F                | 1932–1934   | 8 Reihe  | 93–96 bhp (68–71 kW)       | 3.099 mm       |
| I                | 1932–1934   | 8 Reihe  | 103–109 bhp (76–80 kW)     | 3.200 mm       |
| K / KK           | 1933–1934   | 6 Reihe  | 90 bhp (66 kW)             | 2.972–3.073 mm |
| W                | 1934–1935   | 6 Reihe  | 80–91 bhp (59–67 kW)       | 2.972 mm       |
| J                | 1934–1935   | 6 Reihe  | 93–101 bhp (68–74 kW)      | 3.073 mm       |
| T                | 1934–1935   | 8 Reihe  | 115–120 bhp (84,5–88 kW)   | 3.226–3.239 mm |
| D                | 1935–1936   | 6 Reihe  | 91–101 bhp (67–74 kW)      | 2.997 mm       |
| O                | 1935–1936   | 8 Reihe  | 120 bhp (88 kW)            | 3.073 mm       |
| G                | 1936–1937   | 6 Reihe  | 101 bhp (74 kW)            | 2.997 mm       |
| N                | 1936–1937   | 8 Reihe  | 120 bhp (88 kW)            | 3.073 mm       |
| E / ES           | 1938–1939   | 6 Reihe  | 101 bhp (74 kW)            | 3.099 mm       |
| H                | 1938–1939   | 8 Reihe  | 120 bhp (88 kW)            | 3.175 mm       |
| R                | 1939        | 6 Reihe  | 101 bhp (74 kW)            | 2.921 mm       |
| Skylark          | 1940–1941   | 6 Reihe  | 101 bhp (74 kW)            | 2.921 mm       |

## Rennsport
Ein vom Fahrer und Konstrukteur Russell Snowberger (1901–1968) aufgebauter Rennwagen Hupp Comet Special mit Reihenachtzylindermotor wurde 1932 in 500 Meilen von Indianapolis Fünfter. Im von Snowberger entwickelten Fahrgestell war zuvor ein Studebaker-Motor verwendet worden. Sieger wurde Fred Frame auf einem Miller.

## In Film und Fernsehen
In Billy Wilders Film Manche mögen’s heiß ist das Auto, das sich die beiden Protagonisten Tony Curtis und Jack Lemmon aus der Garage abholen wollen, ein „grünes“ (der Film ist schwarzweiß) Hupmobile Coupé von 1925. Später, beim Rendezvous auf der Yacht, erfindet „Shell Junior“ (Tony Curtis) eine Geschichte und erzählt „Sugar“ (Marilyn Monroe), seine Probleme hätten damit begonnen, dass seine Verlobte, Tochter des Hupmobile-Präsidenten, bei einem Unfall im Grand Canyon verunglückt sei.
In der Fernsehserie Leave It To Beaver erinnert sich Ward Cleaver (Hugh Beaumont) sehnsüchtig an das Hupmobile-Familienauto.
Ein gelber Model 32 Touring mit Azetylen-Beleuchtung (also vor 1914) fährt in der Neuverfilmung
Der Rote Baron (2008, Regie Nikolai Müllerschön) vor dem deutschen Oberkommando in Lille vor.
Ein rotbrauner Model R Touring mit hellem Verdeck, ca. 1922, ist in Jenseits von Afrika (1985, Regie Sydney Pollack) zu sehen.
Ein ähnlicher, dunkelblauer Model R Touring mit vernickelter Kühlermaske hatte einen Auftritt in Ich, Dr. Fu Man Chu (1965, Regie Don Sharp).
Ein Modell R Roadster von 1925 erschien in zahlreichen Filmen, zuletzt in Aviator (2005, Regie Martin Scorsese). Das gleiche Auto, nun rot/schwarz lackiert, war im TV-Spielfilm Die Liebe stirbt nie (2005, Regie Darnell Martin), mit Halle Berry zu sehen.
Mindestens zwei Hupmobile sind im Kinofilm Bonnie und Clyde (1967, Regie Arthur Penn) zu sehen: Ein braunes Victoria mit orangefarbenen Rädern von 1933 und ein bordeaux-roter Model 518-D Aerodynamic Sedan.
In Folge 4 der 4. Staffel der TV-Serie Waltons (1974) ist ein Aerodynamic Model 427 von 1934 zu sehen.